# 奥尔德苏姆
奥尔德苏姆（德語：Oldsum）是德国石勒苏益格－荷尔斯泰因州的一个市镇。总面积13.31平方公里，总人口571人，其中男性255人，女性316人（2011年12月31日），人口密度43人/平方公里。